# Albertville (Alabama)
Albertville es una ciudad del Condado de Marshall, Alabama, Estados Unidos, y está incluido en el área metropolitana de Huntsville-Decatur. En el censo de 2000, la población de la ciudad es 17 247. Según las estimaciones de área de la Oficina del Censo de los Estados Unidos la ciudad tenía una población de 18 615.

## Geografía
Albertville está situada en 34°15′55″N 86°12′41″O / 34.26528, -86.21139 (34.265362, -86.211261).
Según la Oficina del Censo de los EE. UU., la ciudad tiene un área total de 26,0 millas cuadradas (67,5 km ²), de los cuales, 26.0 millas cuadradas (67,2 km ²) son de tierra y 0,1 millas cuadradas (0,3 km ²) de él (0,38%) es de agua.

## Transporte
- U.S. Highway 431
- Alabama Highway 75
- Alabama and Tennessee River Railway
- Thomas J. Brumlik Field (aeropuerto municipal)

## Notables de Albertville
- Edward Earl Carnes
- Andrew Finlay Jr.
- Rusty Greer
- John Hannah
- Glenn Hearn
- Angela Little
- Charley Pell
- Brooke Smith
- Gerald W. Smith